# Аді Гольцер
Аді Гольцер (нім. Adi Holzer) — австрійський митець, живописець, ілюстратор, художник, графік, художник по склу і скульптор бронзових і скляних скульптур. Працює у своїх двох майстернях у Данії і  Австрії.

## Життєпис
Аді Гольцер народився 21 квітня 1936 року в Штоккерау, невеликому містечку неподалік від Відня, в Австрії.

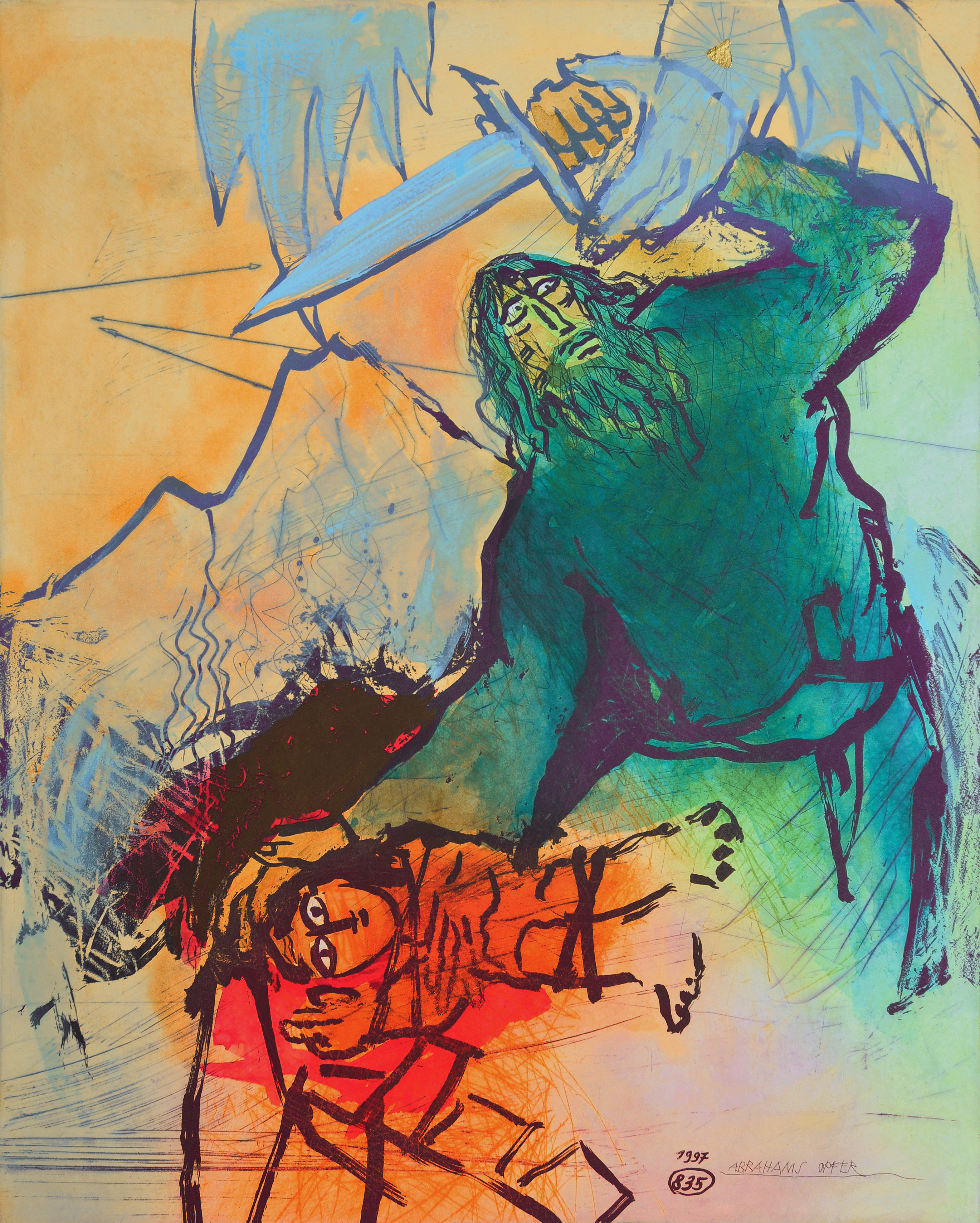
Жертвопринесення Ісаака (Abrahams Opfer). Розфарбований вручну офорт роботи австрійського художника Аді Гольцера, 1997.

З 1955 по 1960 рік він навчався в Академії образотворчих мистецтв у Відні під керівництвом професорів Герберта Бьокля і Робіна Крістіана Андерсена.
Протягом своєї творчої кар'єри, він мав безліч персональних виставок, а також групових виставок, і багато з його робіт фігурує в державних і приватних колекціях по всьому світу.
Аді Гольцер починав як живописець та рисувальник, але у 2005 році він почав експериментувати зі склом, перетворюючи свої двовимірні роботи у різнокольорові скульптури, в яких відображена велика творча уява художника.
Які б не були виражальні засоби, роботи митця викликають спогади та почуття і зображають міфічний світ, в якому символи, жести і вирази, крім того, що розповідають історію, набувають символічних якостей і стають важливою відправною точкою для роздумів про екзистенціальний стан людини.
Багато з тем, обраних художником для його робіт відносяться до літературної традиції дитячих казок. Як відомо, більшість з цих оповідань спрямовані на передачу освітніх повідомлень. Вони часто закінчується повчанням (мораллю), і як правило, використовують метафори, щоб приховати дуже грубу реальність.
Хольцер розмірковує над всіма цими прихованими змістами, і використовуючи фантастику і метафоричну мову казок створює мистецькі роботи, які, незважаючи на яскраві кольори і потішні персонажі, викликають роздуми про добро і зло, людське існування.